# Douglas Charles Clavering
Douglas Charles Clavering (* 8. September 1794 in Edinburgh (Schottland); † 1827 verschollen auf See) war ein schottischer Kapitän, der vor allem durch seine arktische Forschungsreise Berühmtheit erlangte.

## Kindheit und Ausbildung
Douglas Charles Clavering wurde am 8. September 1794 in Holyrood House in Edinburgh als Sohn des Brigadegenerals Henry Clavering geboren. Er trat etwa 1808 der Marine bei. Später diente er als Midshipman auf der HMS Shannon. Als Lieutenant diente er in Nordamerika und im Mittelmeer bis 1821.
Im Britisch-Amerikanischen Krieg zeichnete er sich 1821 als 18-Jähriger in der Auseinandersetzung zwischen der HMS Shannon und der USS Chesapeake aus.

## Forschungsreisen

### Afrika
1821 wurde er zum Commander der HMS Pheasant bestimmt. Gemeinsam mit dem Astronomen Edward Sabine trat er eine Forschungsreise vor die Küste Westafrikas an, wo Sabine das Erdschwerefeld mit Hilfe des Sekundenpendels untersuchte. Auf dieser Reise entwickelten die beiden Männer eine gute Arbeitsbeziehung. Clavering zeigte Interesse an Sabines Untersuchungen und bewies große Fähigkeiten auf dem Gebiet der Navigation. Auf der Reise, die die Pheasant nach Sierra Leone, São Tomé, Ascension, Bahia, Maranhão, Trinidad, Jamaika und New York führte, machte Clavering umfangreiche Beobachtungen der Stärke und Richtung von Äquatorial- und Golfstrom.

### Polarregion
1823 wurde Clavering vom Board of Longitude zum Leiter einer wissenschaftlichen Forschungsreise der britischen Marine ernannt. Hauptziel der Reise war die Fortsetzung der Forschungsarbeiten von Sabine, zudem sollte Clavering unbekanntes Gebiete erkunden. Das Nordpolarmeer war damals noch nahezu unerforscht, die Frage der Existenz eisfreien Pol noch ungeklärt. Die Reise sollte nach Norwegen, Spitzbergen und an die Ostküste von Grönland führen.
Für diese Fahrt erhielt Clavering die HMS Griper, die zwar gegen das Packeis verstärkt wurde, jedoch im Grunde ein recht ungelenkes Schiff war. Am 3. Mai 1823 legte er in Deptford (London) ab. In Hammerfest richtete Sabine seine erste Beobachtungsstation ein. Am 23. Juni fuhren sie weiter nach Spitzbergen, wo Sabine am 30. Juni von Bord ging, um weitere Beobachtungen durchzuführen. Clavering versuchte derweil, mit der Griper so weit nach Norden zu segeln wie nur möglich und den Nordrekord von Constantine Phipps zu brechen. Am 6. Juli erreichte er aber nur 80° 25′ Nord, bevor das Packeis ihn zwang, zur Forschungsstation zurückzukehren, wo er fünf Tage später wieder eintraf. 
Am 23. Juli 1823 stachen sie von Spitzbergen wieder in See, nun Richtung Grönland. Die Expedition erreichte bis dato unbekannte Küstengebiete der Ostküste Grönlands. Das eisfreie Meer nahe der Küste erlaubte es Clavering bis 75° 12′ Nord vorzustoßen. Von einer Erhebung der Insel Shannon aus konnte er Landmassen bis ca. 76° Nord ausmachen. Auf der Suche nach einem geeigneten Ankerplatz, an dem Sabine von Bord gehen könnte, um seine Forschungen fortzusetzen, kehrten sie wieder nach Süden zurück. Auf den Pendulum Øer richtete Sabine am 14. August seine Forschungsstation ein – die Insel sollte später nach ihm Sabine Ø benannt werden. Clavering überließ Sabine seiner Arbeit und fuhr mit einigen Männern in zwei Booten nach Süden. Auf diesem Abschnitt der Reise kam es zu einem außergewöhnlichen Treffen: Er stieß an der Küste auf eine Gruppe von 12 Inuit, deren Verhalten und Äußeres er kurz beschrieb. Geschenke wurden ausgetauscht. Es waren Männer, Frauen und Kinder. Sie trugen lange Haare und Kleidung aus Tierhäuten. Sie hatten Steinwerkzeuge dabei. Die Schiffscrew demonstrierte die Anwendung einer Muskete, aber verschreckt durch den Pistolenschuss flohen die Grönländer in der Nacht. Sie gelten heute als die nördlichsten Bewohner von Ostgrönland, und es war die erste und einzige Gruppe Inuit, die Europäer je in dieser heute unbesiedelten Region angetroffen haben. Es blieb unklar, ob sie aus noch nördlicheren Regionen stammten oder aus dem Süden.
Am 29. August kehrte Clavering mit der Griper zu Sabine zurück, der seine Forschungen beinahe abgeschlossen hatte. Clavering hatte gehofft, die Küste im Norden erforschen zu können, entschloss sich jedoch aufgrund der Witterungsbedingungen und des bevorstehenden Winters dagegen. Daher segelte er nochmals nach Süden, vorbei an Kap Broer Ruys nach Cape Parry. Bei der Passage des Ostgrönlandstroms wurde das Schiff vom Eis ernsthaft beschädigt, bevor es Clavering gelang, freizukommen und Kurs auf Trondheim zu nehmen. Dort angekommen, führte Sabine seine letzten Beobachtungen durch.
Am 19. Dezember 1823 trafen die HMS Griper wieder in London ein. Laut der London Gazette von 1857 wurde der gesamten Crew für ihre Verdienste in der Erforschung der Polarregionen die Polar Medal verliehen.

## Tod
Im Januar 1825 wurde Clavering zum Commander der HMS Redwing ernannt, eines Schiffs mit 125 Mann Besatzung und 18 Kanonen an Bord. Er hatte den Auftrag, den Sklavenhandel an der Westküste Afrikas einzudämmen. Im Rahmen dessen ging ihm am 5. Oktober 1825 das spanische Sklavenschiff Isabella in die Fänge, kommandiert von Francisco Granelle, mit 273 Sklaven an Bord; es entkam kurze Zeit später jedoch wieder. 
Die HMS Redwing ging im Jahre 1827 auf See verloren, vermutlich in der Nähe von Mataceney (Sierra Leone) vor der afrikanischen Küste.
Seine Entdeckungen in Ostgrönland sollten erst von Kapitän Carl Koldewey wiederholt werden, der auf der Zweiten Deutschen Nordpolar-Expedition eine grönländische Insel nach Clavering benannte.

## Veröffentlichungen
Douglas Clavering: Journal of a voyage to Spitsbergen and the east coast of Greenland, in his Majesty's ship Griper New Philosophical Journal, Edinburgh (1830) SPRI Library Shelf Pam 91(08)(3)[1823 Clavering]